# 葵青貨櫃碼頭工潮

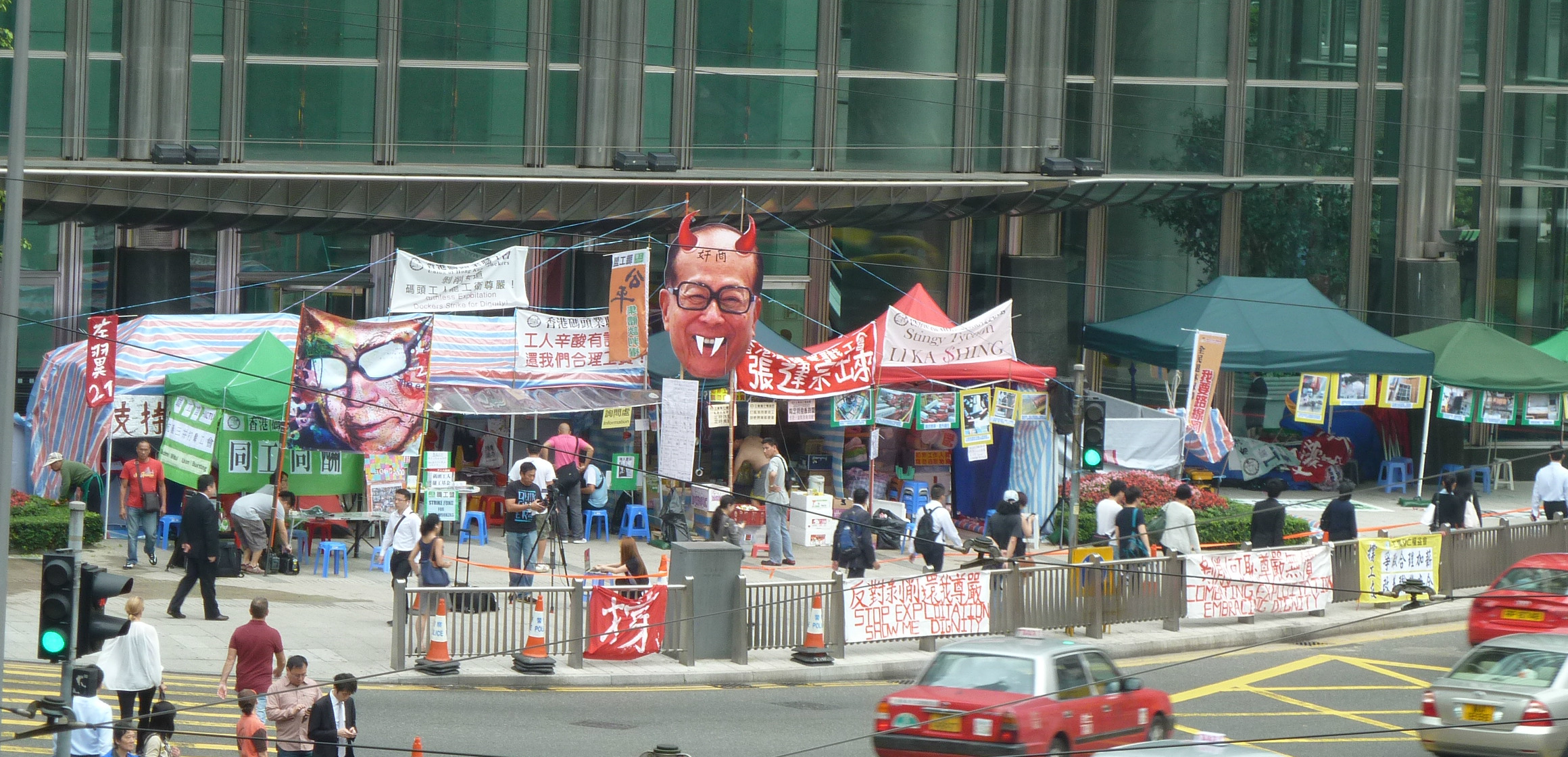
工潮第28日: 在長江中心外抗議者和職工盟爭議個人化於李嘉誠的身上，只因李嘉誠是碼頭公司的控股公司和記黃埔之董事局主席。

葵青貨櫃碼頭工潮是指由香港國際貨櫃碼頭外判工人於2013年3月28日開始發起的一場工業行動，成為香港戰後最長的一次工人運動。最後事件以9.8%的加薪幅度達成共識，於2013年5月6日結束長達40日的工潮運動。

## 背景
2012年9月末，碼頭工友在facebook開設「碼頭的辛酸」專頁，希望讓公眾了解貨櫃碼頭不為人知的情況，透過分享工作期間的圖片，展示工友的待遇以及環境十分欠佳，意外頻繁發生。
2013年1月，爽報記者在碼頭員工協助下，一連七日潛入碼頭禁區暗訪，直擊貨運工作情況。報道表示七日內，各種撞車、貨櫃倒塌意外，幾乎日日上演。當中負責吊起貨櫃的起重機工人的工作環境相當惡劣，不但需在68呎高的駕駛艙內工作12小時，午飯時段須在高空一邊吃飯一邊開工，但工人只賺到一份微薄收入。
報道亦表示貨櫃碼頭公司為增加收入減低開支，將大部份吊機操作及貨櫃司機工種外判，由二判到三判不等。一直為工人爭取權益的職工盟表示，曾經發信給多間貨櫃碼頭業管理層，要求改善員工待遇，但沒得到任何重視。職工盟香港碼頭職工會組織幹事何偉航稱，為碼頭工人向外判公司爭取福利極困難。
參與罷工的碼頭工友來自5間外判商，即「培記」、「高寶」、「聯榮」、「現創」及「永豐」。

## 主要人物
- 嚴磊輝（时任香港國際貨櫃碼頭公司董事總經理）
- 霍建寧（时任和記黃埔集團董事總經理，現為長江和記實業有限公司集團聯席董事總經理）
- 黃志德（外判商永豐負責人）
- 李卓人（香港前立法會議員／香港職工會聯盟秘書長）
- 何偉航（香港碼頭業職工會總幹事）
- 吳樹明（罷工工人代表）
- 黃兆祥（罷工工人代表）

## 事件經過

### 罷工開始

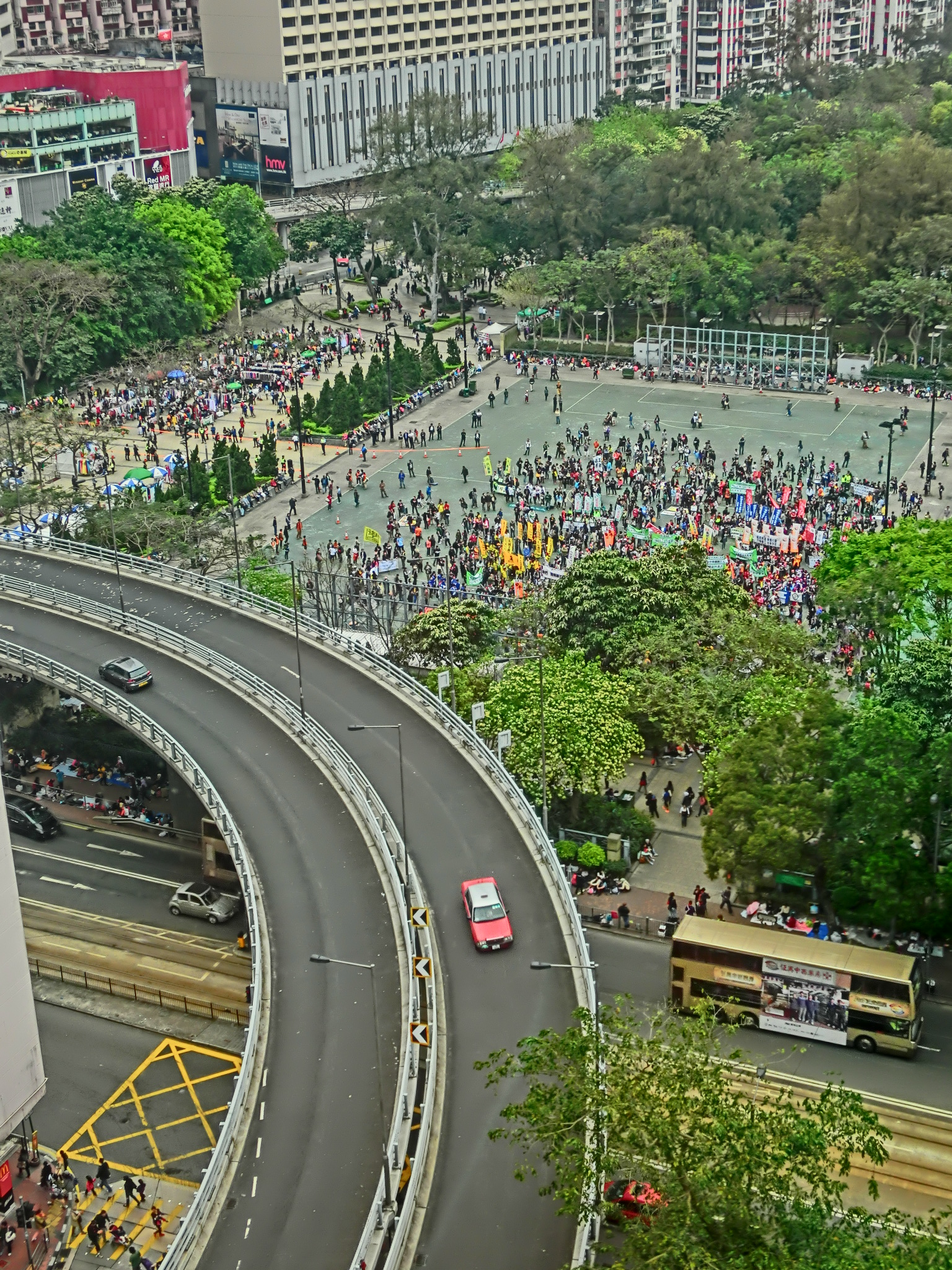
2013年葵青貨櫃碼頭工潮遊行者

2013年3月28日，和黃集團旗下香港國際貨櫃碼頭（HIT）爆發嚴重工潮，外判工人不滿意自1997年來薪酬有減無增，連續工作24小時只得1,300港元，比較1997年時的1,480港元低13%，而且工作環境及條件惡劣。逾100名外判工人於碼頭抗議，要求加薪兩成，其間與保安員衝突，5名保安員受傷，示威者堵塞了通道，隨著夜深，有更多人加入行列。
3月29日，工潮進入第2日，碼頭外判工和聲援學生合共200多人通宵留守6號貨櫃碼頭，並佔據有蓋閘口8條通道，睡在地上和用膠袋披身保暖。早上10時許，工黨主席兼立法會議員李卓人到場，保安員一度禁止他進入，惟於大批示威工人鼓譟下，李等人獲放行。工人高舉抗議標語及橫額，在6號貨櫃碼頭繞圈一周，並且到兩間外判商寫字樓大廈喊口號。
下午1時，勞工處人員再到場斡旋，其後工會代表和工友代表合共13人，原本與碼頭最大外判商談判，但外判商得悉有工會代表出席便擱置會談。香港碼頭業職工會總幹事何偉航表示，公司至今未有回覆工友的訴求，亦不願意談判，工會已成立罷工基金，職工盟斥資10萬元，碼頭工會斥資2萬元，並會向市民籌款，以支援示威工人三餐溫飽及繼續養家。
下午3時許，30多名學聯成員帶同糧食和食水支援示威工人，惟被保安員禁止進入，雙方發生推撞，混亂間一名保安員報稱被推跌受傷須送院；一小時後，一名示威工人的妻子攜同大批日用品到來，亦被保安員阻攔，她一度被撞跌，嚇得在場的兒子大哭。鑑於復活節假期關係，車流量不多，工人堵塞迴旋處和閘口部份行車線，未對碼頭運作造成影響。
3月30日，工潮進入第3日，當天天氣惡劣，間中狂風暴雨，天文台亦發出強烈季候風信號及雷暴警告，但參與罷工的碼頭工人卻越來越多，下午2時許，多個團體及政黨魚貫到場替抗爭工人打氣。市民及多個社運團體亦捐贈食物、食水以至雨衣等物資到工友手上，晚上有600多人聚集。
職工盟昨日成立的「碼頭工人罷工基金」於三個地區進行街頭募捐，全日籌得逾5.8萬元，希望最快明日將捐款發放予罷工工人。
3月31日，工潮進入第4日，數百名工人及大學生在工黨主席李卓人帶領下，舉起「碼頭縱容外判商外判揸機真淒涼」、「工人辛酸有誰知還我合理工資」以及附有李嘉誠肖像的「還我勞動成果」橫額，沿途叫出爭取加薪口號，由6號碼頭遊行至8號碼頭一間外判商辦公室，學生在旁打鼓助興，遊行歷時1個半小時。參與者還包括基督教團體、國泰空中服務工會及市民。為防場面失控，警方派出機動部隊戒備，工會則增設糾察隊維持秩序。
貨櫃碼頭董事總經理嚴磊輝表示，碼頭運作雖受影響，但昨日有多數十名工人復工，情況已見好轉。惟工人抗爭行動有升級迹象，認為老人家及兒童企圖進入碼頭會影響安全。他更指工人昨日遊行期間，曾經衝擊外判商辦公室，事後已報警處理。公司同時正申請禁制令阻止工人示威行動，並已簽署法律文件，但未有透露禁制令內容。
4月1日，工潮進入第5日，香港國際貨櫃碼頭公司的保安員於早上向示威工人派發單張，指出碼頭為公司的私人地方，工人阻塞通道的行為已經對公司的運作及活動造成干擾，要求於中午前撤走，否則將會採取合法措施，並且保留提出索償的權利。工黨主席兼香港立法會議員李卓人強調，將會繼續堅持，直至公司願意與工會對話為止。
晚上9時，香港國際貨櫃碼頭公司成功向法院申請禁制令，下令示威工人及其他示威者不得再進入4、6、7、8及9號碼頭。將會在4月5日早上10點再進行正式聆訊；又向外判商施壓，向示威工人發出最後通牒，要求示威工人在4月2日早上10時前答覆是否復工，否則永不錄用。來自外判商高寶的吊機手周先生表示，判頭不是談判，而是以強硬手段施壓，「根本無彎轉」，他不排除小部分吊機手因為需要養家餬口而妥協復工，但是有信心仍然會有逾100名工人繼續罷工，堅持到底。晚上11時，集會者遷出碼頭，佔領碼頭門外的馬路，繼續留守。

### 嚴磊輝外判商董事疑雲
4月2日，工潮進入第6日，集會者繼續在碼頭門外的馬路留守。碼頭業職工會的罷工基金從市民捐款籌得65萬港元，工人需出示員工證、填下姓名、電話及身分證號碼核實後可獲1000元津貼。非會員可即場繳交170元入會，有工人全數捐出款項予基金運作。
香港國際貨櫃碼頭董事總經理嚴磊輝於早上在商台電台節目表示，工潮已影響本港航運業，自己亦屬受害者，每日損失500萬元，批評工人沒有顧全大局，並警告他們「如果再係咁落去，坦白講會無得撈。小心點，唔好打爛自己同所有人既飯碗」。就大量工人指過去10年薪酬無增加，節目中嚴磊輝被問及他個人過去10年有否加人工時，他並沒有正面回應，強調他於10年前並非在碼頭業工作，不同工種不能比較。
4月3日，工潮進入第7日，集會者繼續在碼頭門外的馬路留守。當日出版的《壹週刊》報道，以「假外判」為題，指其中一間外判商「永豐」的員工工作證在承辦公司一欄印有「Sakoma」（成功碼頭）的名稱，記者根據公司註冊處的資料顯示，嚴磊輝同時是該承辦公司的董事，故質疑永豐與香港國際貨櫃碼頭的關係。
國際貨櫃碼頭同日中午發表聲明及開記者會澄清報道，指有關報道失實及不公，會作出法律追究及提出賠償。下午五時，嚴磊輝召開記者會，他指出，「Sakoma」是HIT直屬的子公司，用作與外判商簽訂合約的公司，主要是為「佢(HIT)與其他屬下的公司提供服務」。近年已不用「Sakoma」與外判商簽約，而現在用那間公司與外判商簽訂，嚴拒絕回答。而「永豐」的員工工作證上寫着「Sakoma」，稱這是歷史遺留下來的問題，並不代表持有人為「Sakoma」的員工，工作證只用作身分識別用途。工人工作證印錯公司名是因「打錯字」及「懶改嘢」，屬於行政失誤。《壹週刊》執行總編輯黃麗嫦強調報道刊登前已做足查證工作，指嚴的指控不公。翌日《蘋果日報》登出數點尚待嚴交待的疑問。
而工潮持續至第7日，香港政府官員才公開回應。連日來被指「失蹤多日」的勞工及福利局局長張建宗，在出席活動時被示威者當面狙擊「潛水(失蹤)」後指其在當天已經與和黃集團高層代表會面，並取得「建設性突破」。他指勞工處會在未來一、兩日設立對話機制，讓勞資雙方進行調解，他同時亦呼籲勞資雙方拿出誠意，重申長期對立對事件沒有幫助並會影響僱員生計。

### 政府協調
4月4日，工潮進入第8日，勞工處原本邀請罷工工人以工人代表的身份與其中三間外判商的代表，在中午到葵興政府合署的勞工處辦事處舉行調停會會議，但由於外判商拒絕讓協助組織罷工的碼頭業職工會以工會代表的身份參加，碼頭公司香港國際貨櫃碼頭（HIT）又不派代表參與，工人決定拒絕出席會議。及後，勞工處邀請工會就身分的問題出席談判，工會亦派出十名代表出席談判，並獲勞工處認可以工會身份參與會議。工會代表由下午2時半開始，等候了兩個半小時卻未見資方代表出現，且只有一間外判商「永豐」的代表到場，工會代表最終決定離開，斡旋最後以失敗告終。另外，《南華早報》報道，邱美光是工聯會貨櫃運輸業職工總會的理事，同時是高寶的中層管理人員。黃國健承認這個說法，並補充邱美光沒有利益衝突存在，他不屬於高層。黃國健說，工聯會並不是因為邱而不投入工業行動，而是因為職工盟組織罷工，留給屬於泛民的職工盟幫助碼頭工人。另一方面，李嘉誠帶着李澤鉅、李澤楷及家人，出門往柴灣佛教墳場拜祭亡妻莊月明。當各人乘搭升降機往地藏殿期間，記者追前問道：「有沒有影響貨櫃碼頭呀？李生！」李嘉誠未有回應便進入升降機，直至記者向他打招呼說「早晨」，他才回應：「早晨！」其間記者再問：「說幾句可不可以？」此時李嘉誠一度伸手阻升降機門關閉，似欲開腔回應，但背向升降機門的李澤鉅卻對着父親搖搖頭，李嘉誠即閉嘴不答。
4月5日，工潮進入第9日，高等法院就碼頭工潮再度展開聆訊，法官決定延長星期一頒下的臨時禁制令，但法官同意，要平衡私有財產及罷工權，禁制令應容許工人在碼頭內以和平方式，游說他人參與工業行動，所以修訂部分內容，包括容許不多於80名工人進入碼頭，游說其他人參與罷工。李卓人認為，今次官司沒有「輸」，因為法官修改了禁制令，第一次容許碼頭工人進入碼頭進行抗爭，以及行使和平糾察權。李卓人覺得他們最大的籌碼是罷工，法庭批准工人進入碼頭，增加談判籌碼。另一方面，國際貨櫃碼頭公司宣佈，將會向在工潮期間繼續上班的外判員工發放金錢，第一期每人3千元會於3日內發放，若下月7日碼頭恢復正常生產，則發放第二期每人2千元。碼頭公司表示，一直關注參與罷工的外判員工的訴求，並已責成外判商與員工誠懇溝通，妥善解決問題。公司強調仍會繼續跟進外判員工提出有關工作環境及條件等的意見，務求合情合理處置，又期望在勞工處斡旋下，外判商可與員工盡早達成共識。有參與罷工的工人表示不相信碼頭公司，認為公司及外判商一直利誘及壓迫員工上班，罷工工人不會易被分化。他又認為，法庭容許工人進入碼頭呼籲工人罷工，是工人「贏了一小仗」。另外，罷工基金籌得278萬港元。
4月6日，工潮進入第10日，碼頭業職工會在葵芳召開會員大會，與400多名外判工人商討工潮的下一步行動，以及定出底線。總幹事何偉航表示，工會決定日後的談判，必須要有永豐、高寶、培記三間外判商，以及國際碼頭公司的代表在場，工會才會參與，對工資水平和職業安全的要求，可以再作討論。他又表示，工會尊重由工人達成的共識，又形容資方已經技窮，面對越來越多 的壓力。另外，工會又向工人發放第二輪每人1500元生活津貼。有工人表示，雖然津貼金額不足以應付家計，但亦不會接受碼頭公司5千元的現金，認為這是公司分化工人的策略。政務司司長林鄭月娥表示，勞工處已不斷介入碼頭工潮，希望和平處理事件。她又說，勞資雙方的糾紛往往需要雙方、甚至承建商的共同努力，相信勞工處會盡量做好調停工作。另外，行政長官梁振英在海南出席博鰲亞洲論壇晚餐會前被記者問到碼頭工潮問題，他沒有回應。
4月7日，工潮進入第11日，罷工工人聯同家屬及支持他們的市民，下午由維園遊行到長江中心及政府總部，遊行隊伍經過和黃旗下的商舖都報以噓聲，又向長江中心投擲紙團，工人頭上都繫上紅絲帶，象徵罷工決心。工會聲稱有4000人，警方表示最高峰時有2800人。工會指，遊行人數反映市民對工人的苦況感同身受，又強調與資方的談判必須要在碼頭公司及3間外判商代表在場下進行。政府發言人說，工潮發生以來，勞工處一直不斷在各方之間往來調停，勞工及福利局局長張建宗亦致力協調。當局相信各方面皆有誠意盡早對話，並會繼續努力不懈居中斡旋。張建宗呼籲，各方本着互諒互讓的精神，透過理性對話，縮窄雙方分歧，達致一個各方可接受的解決方案。另外，出席完海南博鰲論壇的行政長官梁振英，下午返抵本港，他再被記者問到有關貨櫃碼頭工潮的問題，梁振英沒有回應，登上專車離開。而早前他在離開海南前，同樣被問到工潮問題，梁振英亦沒有回答。這是梁振英一天內兩度拒絕回應工潮問題。職工盟秘書長李卓人表示，要求政府高調介入，向經營碼頭公司的和黃施壓，令對方重返談判桌，又說只有碼頭公司參與談判，才能圓滿解決問題。有工人代表說，不會為談判設下限期，但不希望長期抗爭，希望事件盡快解決。
4月8日，工潮進入第12日，勞工及福利局局長張建宗表示，自己與勞工處正努力斡旋碼頭工潮，希望可以盡快舉行調解會議。他又說，由於工會上星期提出要求三個外判商出席會議，勞工處會繼續做功夫， 一有進展便會接觸職工盟及工會。當局會爭分奪秒，希望工潮盡快結束，他又呼籲大家以理性、務實、互諒互讓的精神找出可接受的方案。張建宗又說，斡旋時要保持公正及持平。至於為何先約見和黃，張建宗說，工人與工會很想與資方及管方會面，而那一方不想走近談判桌的，當局會先接觸。他強調勞工處過往處理過大大小小的勞資糾紛，很有經驗，亦有一貫的 立場，希望大家給予時間及空間。他又說，關心工人的福祉，不希望他們長時間在露天地方，亦擔心他們的健康。另外，張建宗透露，日前收到工聯會的信件，希望政府牽頭解決工潮。 碼頭業職工會的罷工基金，截至下午1時籌得350萬元捐款(之前兩次派出120萬元，現在還剩餘230萬元) 。工會明天將再度向每名工友發放1500元生活津貼，預計派發逾70萬元。工會表示，已獲得海外65個國際工會支持罷工行動，碼頭工潮引起國際關注，但港府仍未能解決工潮，成為國際笑柄。工會又說，自上周四後，勞工處沒有再聯絡過工會，資方亦一直採取「拖字訣」，和黃及承辦商繼續採取強硬態度。雖然罷工基金目前只能維持工友一星期生活，但工會及罷工工人將會堅持下去。另外，行政長官梁振英首次回應貨櫃碼頭工潮，表示勞資糾紛發生以來，政府非常重視事態發展，勞工及福利局局長及勞工處處長亦作出多方斡旋，形容政府的工作是分秒必爭，希望以中立的角色爭取與各方溝通。記者問是否政府無法解決事件，梁振英表示，勞資雙方立場清楚，大家有一定距離，他說，政府會盡最大努力爭取雙方可以談判，這是斡旋的目標，他又希望雙方可以本著互讓互諒，才會令事件有好的結果。他強調，政府沒有既定立場，不會只爭取一方的支持， 政府亦不應該透過公眾的喊話，去為任何一方爭取他們的利益。
4月17日，工潮進入第21日，五間碼頭外判商（永豐、高寶、聯榮、培記和現創）在報章刊登聲明，回應碼頭工潮事件。聲明指出，裝卸工人24小時值班是行業慣性，但不代表工人要24小時不停工作，強調他們可以輪流休息，值班之後亦有一天的休息時間，又指裝卸工人每一更原本是12小時，工人為節省來回交通費和時間才要求連續工作兩更。對於工人的工資，聲明指出工資是由市場主導，雖然工資曾經下調，但經已上調，重申工資水平是市場合理水平。
4月18日，工潮進入第22日，外判商高寶突然宣佈將於6月30日結業，並按法例遣散170名工人，令高寶130多名的罷工工人頓成失業。高寶負責人劉國安指出，公司不可能滿足工會提出的兩成加薪幅度，而他們提出的方案又未被工會及工人接受，“再這樣糾纏下去，對任何一方以至社會都沒有好處”，並強調這次是“真退休”及“真結業”，日後不會再次在香港國際貨櫃碼頭重組團隊或頂讓現時公司。
4月21日，工潮進入第25日，和黃集團的董事總經理霍建寧首次就工潮向傳媒開腔。他指出，和黃不是碼頭外判工的僱主，國際貨櫃碼頭有關利潤佔和黃整體利潤亦不足1%，不應把國際貨櫃碼頭的事算到霍建寧、李嘉誠身上。對於外判工不滿日做廿四小時，他不相信碼頭會如此刻薄工人。他回應指這只是片面之詞，「那有人逼到人做廿四小時？」。而對於龍門吊機手指責在工作期間不獲到地面如廁，他質疑這是抹黑公司招數，又稱九成碼頭工人都「好happy」（很開心）。霍又質疑職工盟秘書長李卓人是「無所不用其極」，製造文革式鬥爭示威，「他又用我同事（國際貨櫃碼頭公司董事總經理嚴磊輝）、李生（和黃集團董事局主席李嘉誠）大頭相，搞到高寶冚旗（結業），來勢洶洶咁，係咪李卓人帶埋班人嚟做世界呀？」他懷疑李卓人想借李嘉誠之名要求談判，藉以抬高自己身價。他重申外判商永豐提出的方案十分合理，工會提出加薪逾兩成的要求卻是不合理，質疑此舉是不希望解決問題，可能是另有目的。李卓人則回應指，自己是「無所不用其極去幫助工人」，但並非要製造文革式抹黑，只希望表達工人的不滿，呼籲霍不應如此心胸狹窄及說晦氣話。
4月26日，工潮進入第30日，香港國際貨櫃碼頭的母公司和黃集團在報章發表以「碼頭背後」為題的聲明回應工潮。聲明中，批評職工盟秘書長李卓人、職工盟和碼頭業職工會等人，在現時香港的營商環境下，一開始便要求外判商加薪23%是極不合理，認為外判商永豐提出，今年加薪5%及2%福利的「5+2」方案，已是業界能夠承受的上限，又指其建議已經比香港平均加幅3.5%為高，質疑職工盟及秘書長李卓人是否要看列其他外判商結業才願意罷休。聲明又形容這次工潮是「文革式批鬥」，對和黃集團董事局主席李嘉誠等人作人身攻擊，並指李卓人高舉「階級鬥爭」旗號。
5月1日，工潮進入第35日，和記黃埔港口集團董事總經理馬德富在報章撰寫以「葵青港的烽煙」為題的文章，批評工會只顧在碼頭工潮獲取政治籌碼，以文革式標語攻擊和黃董事局主席李嘉誠。他批評職工盟迷惑港人，危害香港，煽動罷工工人放棄過往坦誠談判的傳統。他又強調貨物無需一定要以香港為中轉站，參與工潮的工人亦不是直接受聘於和黃集團，職工盟及其秘書長李卓人卻以文革式的橫額及標語，直接攻擊李嘉誠。他強調，十分重視港口從業員的貢獻，期望透過坦誠的談判，解決工潮，政治化而誇張失實的裝腔作勢無助解決問題。
5月2日，工潮進入第36日，約80名外判商現創的工人，遊行至六號貨櫃碼頭宣布罷工。這批工人曾經在罷工工潮的首天參與罷工，由於現創承諾今年可加薪約一成，故此復工。然而公司及後並沒有正式發出加薪通告，亦未得到其的證實，只是員工單方面願意復工，而至今亦未有令雙方滿意的方案，故再度加入罷工。
5月6日，工潮進入第40日，外判商決定以加薪9.8%的「終極方案」和解。外判商亦承諾改善工人工作情況，如：讓工人停機吃飯、讓工人可以離機解決生理需要。對於此次工潮，外判商不會對曾經參與今次工潮的工人作出追究。工潮結束。

### 復工
5月9日，工潮結束第2日，約300名外判商永豐的碼頭工人，中午返回葵涌六號貨櫃碼頭報到，準備復工。工人在閘口外舉行簡單的復工儀式，包括影大合照和高喊口號，外國碼頭工會成員亦到來聲援。有工人代表吳樹明坦言，接受加薪9.8%是無奈的選擇，因工潮已持續達40日，希望能盡快復工，而復工後會繼續爭取其他福利。而另一外判商培記及聯榮的機手，會待結業外判商高寶的機手工作安排解決後才復工。事後有參與工潮的工人被清算及解僱。

### 最終結局
工潮事件迫使國際貨櫃碼頭（HIT）於同年12月宣布會撤換HIT九號碼頭的29台「輪胎式龍門架吊機」，將於2015年首季前由人手操控改為自動化，操控員毋須再攀上吊機工作。工會反對碼頭自動化，亦擔心部分吊機手的工作量將減少，可能影響生計。
在2019年底，八號貨櫃碼頭亦實現自動化,貨櫃碼頭只剩下24名吊機遙距操作員，操作人手縮減至兩成。

## 迴響

### 網絡號召聲援
在爆發工潮後，香港獨立媒體、左翼21、主場新聞、蘋果日報、有線新聞等媒體不斷直擊及跟進最新情況，有網民甚至在facebook發起群組聲援，而碼頭工人成立半年的facebook群組「碼頭的辛酸」亦獲超過兩萬人支持。
是次工潮除了有工會和工人參與外，亦有不少如學民思潮、學聯等社運人士及學生組織介入，以及透過網絡號召市民參與，如在附近港鐵站收集補給物資。不少網民響應工會及其他團體號召，捐款至罷工基金或親身送上糧食及物資，為工人打氣，亦將碼頭實況在討論區分享。
理大社會政策研究中心主任鍾劍華指有關情形突顯社會矛盾日益加劇，又預計以後的社會事件，工運和社運互相支持的情況將持續。鍾劍華又指出，現時只有不足兩成的勞動人口加入工會，過去工運一向不壯大，以後會否有更大的動員力量，就有待觀察。
除此之外，其他國家的工會，好像日本的碼頭工會「全日本港灣勞働組合」，以至是台灣的「大高雄總工會」，均聲援是次的碼頭工潮，令工潮引起國際關注。

### 自由黨青年團主席爭議言論
代表商界、右派的自由黨青年團主席李梓敬在其facebook專頁留言，指碼頭工人要求加薪20%是「獅子開大口」，又指李卓人及左翼21等左派加入工潮是「煽動階級鬥爭」爭取選票，做法與從前的中國共產黨無異。接下來李梓敬再在facebook專頁留言聲稱，商界的責任是在交稅，照顧工人的責任在政府。強調自己支持自由經濟主義，稱自己為「右膠」。

### 《東張西望》被指偏頗報道
無綫節目東張西望於4月1日的報道只集中訪問貨櫃碼頭董事總經理嚴磊輝觀點，並無報道罷工原因及訪問工人代表。報道被網民大肆批評節目內容偏頗、缺乏持平，通訊事務管理局辦公室表示該天節目接獲486宗投訴。
4月4日，東張西望對碼頭工潮作跟進報道，包括訪問並非帶領罷工的工聯會副會長黃國健，給他機會詳談工潮失蹤原因之外，亦用了超過兩分鐘時間訪問資方的HIT董事總經理嚴磊輝，給他解釋疑似承判商的Sakoma並非碼頭工人判頭，再與今次工潮劃清界線。節目旁白更多次以類似ATV焦點式的訓斥，批評罷工行為影響勞資關係，最終令社會蒙受損失，報道引起外界極大迴響，被網民大肆批評節目偏幫資方。通訊事務管理局就該集接獲逾1,800宗投訴。
負責採訪黃國健的《東張西望》主持、演員「一蚊Joe」游茛維則被網民炮轟，但他於該集播出前的下午在Instagram中表白心迹：「撐！身在曹營心在漢。」

### 城市論壇
2013年4月7日，香港電台的電視節目《城市論壇》討論這次工潮，但沒有政府官員願意出席，主持人謝志峰透露，曾經邀請過勞福局的官員出席，但對方以要低調處理事件為由婉拒邀請。至於代表商界的行會成員林健鋒、被指出賣碼頭工人的工聯會與勞聯，均以事忙為由拒絕出席；而HIT董事總經理嚴磊輝與外判商永豐同樣拒絕出席。

## 外部連結
- 碼頭的辛酸的Facebook專頁
- 《工潮日與夜》第一節 - 有線寬頻 i-CABLE[]
- 《工潮日與夜》第二節 - 有線寬頻 i-CABLE[]
- 《鏗鏘集：勞動者的哀歌》- Podcasts 香港電台 （页面存档备份，存于）
- 《大眾碼經》- 碼頭工人報 （页面存档备份，存于）
- 《工潮日與夜-二》第一節 - 有線寬頻 i-CABLE[]
- 《工潮日與夜-二》第二節 - 有線寬頻 i-CABLE[]